# یواس‌سی و جی ایگر
یواس‌سی و جی ایگر (به انگلیسی: USC&GS Eagre) یک کشتی بود که طول آن ۱۴۰ فوت (۴۳ متر) بود. این کشتی در سال ۱۸۷۵ ساخته شد.